# C'était la fille d'un acrobate
Pour plus de détails, voir Fiche technique et Distribution.
C'était la fille d'un acrobate (She Was an Acrobat's Daughter) est un dessin animé américain de la série Merrie Melodies, réalisé par Friz Freleng sur un scénario de Ben Harrison, et sorti en 1937. 

## Résumé
L'histoire se déroule dans un cinéma local et le court métrage s'ouvre sur une vue de l'extérieur du bâtiment. Un panneau annonce la double séance du jour et la caméra se déplace vers un autre panneau, annonçant le spectacle de minuit pour un total de 15 films pour le prix de 15 cents. La caméra se déplace ensuite à l'intérieur du bâtiment, où un public d'animaux de dessins animés a pris place. Tout d'abord, deux spectateurs se lèvent et changent de place, probablement à la recherche d'une meilleure position de visionnage. Cela introduit une scène où chaque autre membre du public décide de changer de siège, ce qui entraîne un repositionnement constant de la part du public.
Un film projete un journal télévisé intitulé "Goofy-Tone News", qui parodie le journal télévisé Movietone News. Le slogan de Movietone, Sees All, Hears All, Knows All est parodié en Sees All - Knows Nothing. La première nouvelle est que les États-Unis sont engagés dans une course à la construction navale et viennent de construire le plus long paquebot au monde. Le navire représenté est énorme et couvre en fait une partie de l'océan Atlantique et l'on précise que " ses voyages " entre Londres et New York ne nécessitent en fait que de très légers déplacements. La nouvelle suivante montre Heddie Camphor interviewant le petit Oscar, un insecte disparu depuis longtemps, qui fulmine d'une voix aiguë, qui est traduit pour le public qu'Oscar préférerait rester perdu.
Alors que le reportage se poursuit, l'attention de la caméra se porte sur le public. Un ouvreur indique un siège vide à un monsieur qui est arrivé en retard. Mais le nouveau spectateur découvre que son siège ne lui permet de voir l'écran que sous un angle étrange. Il s'installe dans un autre siège, sans plus de succès. N'ayant nulle part où aller, le spectateur garde son siège et boude sa frustration. Ailleurs, un hippopotame doit quitter son siège pour une raison quelconque et il traverse une rangée de sièges pour se rendre dans le couloir, tout en écrassant un grand nombre de spectateurs en leur demandant de lui pardonner. À l'écran, une autre bande d'actualités commence et mettant en scène Who Dehr. Son reportage se déroule dans la ville de Boondoggle dans le Missouri, où la morsure d'un chien fou a eu des effets étranges sur la population. On voit ainsi les habitants se comporter comme des chiens, le maire se battre avec un vrai chien pour un os, et la mondaine Mme Ben Astorville se comporter comme un chien gâté, bien que toujours servi par un majordome. Alors que Dehr conclut son reportage, il est lui-même mordu par l'un des citadins infecé. De retour dans la salle, l'hippopotame retourne à son siège, écrassant à nouveau les spectateurs.
Après les actualités, la partie suivante du programme est un chant. Le maestro Stickoutski joue de son orgue à tuyaux Wurlitzer, tandis que les paroles apparaissent à l'écran pour que le public les suive en chantant. Les paroles sont accompagnées d'illustrations de leur contenu à l'écran. La chanson du jour est C'était la fille d'un acrobate. Ensuite, le film principal est présenté, avec une parodie du logo de Leo le lion, qui chante comme un coq au lieu de rugir. Une parodie de La Forêt pétrifiée est ensuite présentée avec Bette Savis et Lester Coward et dontl le générique est excessivement long. Le film s'ouvre finalement sur Coward qui tente de trouver un moyen de transport en faisant de l'auto-stop tout en lisant un livre. Pendant ce temps, dans le théâtre, un âne du public choisit ce moment pour commencer à agir comme un colporteur. Il commence à faire de la publicité pour les différents produits alimentaires qu'il vend d'une voix forte mais le public le chasse préstement du bâtiment à coups de pied.
À l'écran, Howard se rend dans une auberge du désert et se présente à la serveuse, Davis. Lorsqu'elle le prend pour un poète, Howard tente de réciter quelque chose. Dans la salle de cinéma, un bébé oie est assis à côté de son père et ne cesse d'agacer ce dernier en parlant constamment. Il pose des questions sur le film qu'il regarde, demande à boire de l'eau ou demande à voir un dessin animé. Le fait de parler constamment agace les autres membres du public, qui tentent de faire taire l'enfant par intimidation. Lorsque le père proteste, il reçoit un coup de poing au visage. Il tente à son tour de gifler son agaçant enfant, qui s'enfuit. L'enfant se rend de sorte dans la salle de projection et commence à jouer avec le projecteur de films. Il accélère accidentellement le film, puis le fait revenir en arrière. Réalisant les dégâts qu'il a causés, l'enfant tente de réparer le projecteur. Mais il est bientôt pris dans la machine. 
Le film se termine avec l'enfant couvert de bobines de film et luttant pour se libérer.

## Fiche technique
- Titre original : She Was an Acrobat's Daughter
- Réalisation : Friz Freleng
- Scénario : Ben Harrison
- Production : Leon Schlesinger Studios
- Musique originale : Carl W. Stalling
- Montage et technicien du son : Treg Brown (non crédité)
- Durée : 9 minutes
- Pays : États-Unis
- Langue : anglais
- Distribution : 1937 : Warner Bros. Pictures
- Format : 1,37 :1 Technicolor Mono
- Date de sortie : 
  - États-Unis : 10 avril 1937

## Voix
- Mel Blanc :
- Sara Berner :
- Dave Barry :

## Animateurs
- Robert Cannon
- Virgil Ross (non crédité)
- Charles McKimson (non crédité)
- John Didrik Johnsen (décors) (non crédité)

## Musique
- Carl W. Stalling, directeur de la musique
- Milt Franklyn, orchestration (non crédité)